# The Everly Brothers Sing
The Everly Brothers Sing è un album in studio del duo musicale statunitense The Everly Brothers, pubblicato nel 1967.

## Tracce
Side 1
1. Bowling Green (Terry Slater, Jacqueline Ertel) – 2:50
2. A Voice Within (Terry Slater) – 2:23
3. I Don't Want to Love You (Don Everly, Phil Everly) – 2:48
4. It's All Over (Don Everly) – 2:23
5. Deliver Me (Daniel Moore) – 2:35
6. Talking to the Flowers (Terry Slater) – 2:57

Side 2
1. Mary Jane (Terry Slater) – 3:01
2. I'm Finding It Rough (Patrick Campbell-Lyons, Chris Thomas) – 2:47
3. Do You (Terry Slater) – 2:47
4. Somebody Help Me (Jackie Edwards) – 2:01
5. A Whiter Shade of Pale (Gary Brooker, Keith Reid) – 4:55
6. Mercy, Mercy, Mercy (Joe Zawinul) – 2:28

## Formazione
- Don Everly – chitarra, voce
- Phil Everly – chitarra, voce
- Al Capps – chitarra
- Terry Slater – basso
- Al Casey, Glen Campbell, Jay Lacy - chitarra (traccia 1)
- Chuck Berghofer - basso (1)
- Don Randi - tastiera (1)
- Hal Blaine, Jon Sargent - batteria (1)
- Jules Jacob - ottone (1)
- Jay Migliori - legni (1)
- James Burton - chitarra (1, 4)